# 센트럴월드
센트럴월드(영어: CentralWorld, 태국어: เซ็นทรัลเวิลด์)는 태국의 수도 방콕에 있는 쇼핑 센터이다.